# Thomas Dörflinger (Politiker, 1969)
Thomas Dörflinger (* 12. September 1969 in Laupheim) ist ein deutscher Politiker (CDU) und seit 2016 Abgeordneter im Landtag Baden-Württemberg.

## Leben
Geboren im oberschwäbischen Laupheim, besuchte Dörflinger das Wieland-Gymnasium Biberach mit dem Abschluss Abitur. Nach dem Wehrdienst (1990) und einer Ausbildung zum Bankkaufmann erfolgte ein Studium an der Hochschule für Wirtschaft und Umwelt Nürtingen-Geislingen, Abschluss Diplom-Betriebswirt. Seit 2012 arbeitet er im Private Banking bei der Kreissparkasse Biberach. Dörflinger ist Mitglied im Kreistag und war Mitglied des Gemeinderats von Ummendorf. Bei der Landtagswahl in Baden-Württemberg 2016 errang er ein Erstmandat im Wahlkreis Biberach. Bei der Landtagswahl 2021 konnte er sein Direktmandat mit 34,1 Prozent der Stimmen verteidigen.

## Sonstiges
Dörflinger ist Moderator von „Talk im Schloss“ in Ummendorf.

## Privates
Dörflinger ist verheiratet, Vater zweier Kinder und wohnhaft in Ummendorf. Sein Vater Hermann Dörflinger war Bürgermeister von Ummendorf. Er ist katholischer Konfession.